# صالح الشقيران
صالح الشقيران (بالإنجليزية: Saleh Al-Shuqairan)‏؛ مواليد 16 يناير 1997 في القصيم ، السعودية، هو لاعب كرة قدم سعودي يعلب حالياً في نادي الصقر.
لعب سابقاً لنادي الرائد .